# Kasulu
Kasulu – miasto w zachodniej Tanzanii, w regionie Kigoma. Według danych na rok 2012 liczyło 67 704 mieszkańców.